# Gus - matchens hjälte
Gus - matchens hjälte (originaltitel: Gus) är en amerikansk familjekomedifilm från 1976 regisserad av Vincent McEveety och producerad av Walt Disney Pictures. I huvudrollerna syns bland andra Don Knotts, Ed Asner och Tim Conway.

## Handling
Fotbollslaget California Atoms ligger riktigt risigt till, de ligger sist i ligan och framtiden ser långt från ljus ut. I ett desperat försök att rädda laget värvar ägaren Hank Cooper en ny spelare, någon ingen någonsin skulle föreställa sig sätta foten, eller kanske snarare hoven, på en fotbollsplan. Den senaste tillökningen är nämligen ingen mänsklig spelare, utan en mulåsna vid namn Gus. Men det som vid första anblicken ser ut som ren galenskap visar sig snart vara precis vad laget behöver.

## Rollista
| Roll           | Skådespelare    | Not                               |
| -------------- | --------------- | --------------------------------- |
| Hank Cooper    | Ed Asner        |                                   |
| Tränare Venner | Don Knotts      |                                   |
| Andy Petrovic  | Gary Grimes     |                                   |
| Crankcase      | Tim Conway      |                                   |
| Debbie Kovac   | Louise Williams | Krediterad som "Liberty Williams" |
| Cal Wilson     | Dick Van Patten |                                   |
| Joe Barnsdale  | Ronnie Schell   |                                   |
| Pepper         | Bob Crane       | Cranes sista filmroll             |
| Bob Cargil     | Dick Butkus     |                                   |
| Charles Gwynn  | Harold Gould    |                                   |
| Spinner        | Tom Bosley      |                                   |
| Fader Petrovic | Titos Vandis    |                                   |
| Moder Petrovic | Hanna Landy     | Krediterad som "Hanna Herelendy"  |
| Doktor Morgan  | Liam Dunn       |                                   |